# 스페인령 필리핀 총독
스페인령 필리핀 총독은 스페인의 식민지였던 필리핀을 관할로 하는 행정장관이었다. 스페인은 1565년 ~ 1898년 필리핀을 통치하였다. 1565년부터 1821년까지 필리핀도독령(Capitanía General de las Filipinas)은 누에바에스파냐부왕령(Virreinato de Nueva España)에 소속되어 있었다. 총독과 주장(州長, Alcalde)은 누에바에스파냐 총독이 임명하였다. 사망이나 교체 등으로 총독직에 공백이 발생하면 마닐라 황실법원(Real Audiencia de Manila)이 총독을 임명시켰다. 한편 중국측 사료에서는 이들을 ‘여송국왕(呂宋國王)’, ‘여송국주(呂宋國主)’, ‘여송추장(呂宋酋長)’ 등으로 기록하였다. 여송(呂宋)이라는 명칭은 필리핀의 주도(主島)인 루손(Luzón)을 음역한 데에서 유래하였으며, 스페인인들이 정착하기 이전에 먼저 중국인들에게 알려져 있었다.

## 스페인령 필리핀 총독(1565-1761)
| 번호 | 사진 | 이름                                                                                              | 취임             | 이임             |
| ---- | ---- | ------------------------------------------------------------------------------------------------- | ---------------- | ---------------- |
| 1    |      | 미겔 로페스 데 레가스피(Miguel López de Legazpi)                                                  | 1565년 4월 27일  | 1572년 8월 20일  |
| 2    |      | 귀도 데 라베자리스(Guido de Lavezaris)                                                            | 1572년 8월 20일  | 1575년 8월 25일  |
| 3    |      | 프란시스코 데 산데(Francisco de Sande)                                                            | 1575년 8월 25일  | 1580년 4월       |
| 4    |      | 곤잘로 론키요 데 페냘로사(Gonzalo Ronquillo de Peñaloza)                                          | 1580년 4월       | 1583년 3월 10일  |
| 5    |      | 디에고 론키요(Diego Ronquillo)                                                                    | 1583년 3월 10일  | 1584년 5월 16일  |
| 6    |      | 산티아고 데 베라(Santiago de Vera)                                                                | 1584년 5월 16일  | 1590년 5월       |
| 7    |      | 고메스 페레스 다스마리냐스(Gómez Pérez Dasmariñas)                                                | 1590년 6월 1일   | 1593년 10월 25일 |
| 8    |      | 페드로 데 로하스(Pedro de Rojas)                                                                  | 1593년 10월      | 1593년 12월 3일  |
| 9    |      | 루이스 페레스 다스마리냐스(Luis Pérez Dasmariñas)                                                 | 1593년 12월 3일  | 1596년 7월 14일  |
| 10   |      | 프란시스코 데 테요 데 구스만(Francisco de Tello de Guzmán)                                        | 1596년 7월 14일  | 1602년 5월       |
| 11   |      | 페드로 브라보 데 아쿠냐(Pedro Bravo de Acuña)                                                     | 1602년 5월       | 1606년 6월 24일  |
| 12   |      | 크리스토발 테예스 데 알마잔(Cristóbal Téllez de Almazán)                                          | 1606년 6월 24일  | 1608년 6월 15일  |
| 13   |      | 로드리고 데 비베로 이 벨라스코(Rodrigo de Vivero y Velasco)                                       | 1608년 6월 15일  | 1609년 4월       |
| 14   |      | 후안 데 실바(Juan de Silva)                                                                       | 1609년 4월       | 1616년 4월 19일  |
| 15   |      | 안드레스 알카라스(Andrés Alcaraz)                                                                 | 1616년 4월 19일  | 1618년 7월 3일   |
| 16   |      | 알론소 파하르도 데 엔텐사(Alonso Fajardo de Entenza)                                              | 1618년 7월 3일   | 1624년 7월       |
| 17   |      | 헤로니모 데 실바(Jeronimo de Silva)                                                               | 1624년 7월       | 1625년 6월       |
| 18   |      | 페르난도 데 실바(Fernando de Silva)                                                               | 1624년 7월       | 1626년 6월 29일  |
| 19   |      | 후안 니뇨 데 타보라(Juan Niño de Tabora)                                                          | 1626년 6월 29일  | 1632년 7월 22일  |
| 20   |      | 로렌조 데 올라사 이 레쿠바리(Lorenzo de Olaza y Lecubarri)                                        | 1632년 7월 22일  | 1633년           |
| 21   |      | 후안 세레조 데 살라만카(Juan Cerezo de Salamanca)                                                 | 1633년 8월 29일  | 1635년 6월 25일  |
| 22   |      | 세바스티안 후르타도 데 코르쿠에라(Sebastián Hurtado de Corcuera)                                  | 1635년 6월 25일  | 1644년 8월 11일  |
| 23   |      | 디에고 파하르도 차콘(Diego Fajardo Chacón)                                                        | 1644년 8월 11일  | 1653년 7월 25일  |
| 24   |      | 사비니아노 만리케 데 라라(Sabiniano Manrique de Lara)                                             | 1653년 7월 25일  | 1663년 9월 8일   |
| 25   |      | 디에고 데 살세도(Diego de Salcedo)                                                                | 1663년 9월 8일   | 1668년 9월 28일  |
| 26   |      | 후안 마누엘 데 라 페냐 보니파스(Juan Manuel de la Peña Bonifaz)                                   | 1668년 9월 28일  | 1669년 9월 14일  |
| 27   |      | 마누엘 데 레온(Manuel de León)                                                                    | 1669년 9월 24일  | 1677년 9월 21일  |
| 28   |      | 프란시스코 콜로마(Francisco Coloma)                                                               | 1677년 9월 21일  | 1677년 9월 21일  |
| 29   |      | 프란시스코 소토마요르 이 만시야(Francisco Sotomayor y Mansilla)                                   | 1677년 9월 21일  | 1678년 9월 28일  |
| 30   |      | 후안 데 바르가스 이 후르타도(Juan de Vargas y Hurtado)                                            | 1678년 9월 28일  | 1684년 8월 24일  |
| 31   |      | 가브리엘 데 쿠루제알레기 이 아리올라(Gabriel de Curuzealegui y Arriola)                           | 1684년 8월 24일  | 1689년 4월       |
| 32   |      | 알론소 데 아빌라 푸에르테스(Alonso de Avila Fuertes)                                              | 1689년 4월       | 1690년 7월       |
| 33   |      | 파우스토 크루자트 이 곤고라(Fausto Cruzat y Gongora)                                              | 1690년 7월 25일  | 1701년 12월 8일  |
| 34   |      | 도밍고 사발부루 데 에체바리(Domingo Zabálburu de Echevarri)                                       | 1701년 12월 8일  | 1709년 8월 25일  |
| 35   |      | 마르틴 데 우르주아 이 아리스멘디(Martín de Urzua y Arismendi)                                     | 1709년 8월 25일  | 1715년 2월 4일   |
| 36   |      | 호세 토랄바(Jose Torralba)                                                                        | 1715년 2월 4일   | 1717년 8월 9일   |
| 37   |      | 페르난도 마누엘 데 부스티요 부스타멘테 이 루에다 (Fernando Manuel de Bustillo Bustamante y Rueda) | 1717년 8월 9일   | 1719년 10월 11일 |
| 38   |      | 주교 프란시스코 데 라 쿠에스타(Archbishop Francisco de la Cuesta)                                 | 1719년 10월 11일 | 1721년 8월 6일   |
| 39   |      | 토리비오 호세 코시오 이 캄포(Toribio José Cosio y Campo)                                          | 1721년 8월 6일   | 1729년 8월 14일  |
| 40   |      | 페르난도 발데스 이 타몬(Fernándo Valdés y Tamon)                                                  | 1729년 8월 14일  | 1739년 7월       |
| 41   |      | 가스파르 데 라 토레(Gaspar de la Torre)                                                           | 1739년 7월       | 1745년 12월 21일 |
| 42   |      | 주교 후안 아레체데라(Archbishop Juan Arrechederra)                                                | 1745년 9월 21일  | 1750년 7월 20일  |
| 43   |      | 프란시스코 호세 데 오반도(Francisco José de Ovando y Solis, 1st Marquis of Ovando)                | 1750년 7월 20일  | 1754년 7월 26일  |
| 44   |      | 페드로 마누엘 데 아란디아 산티스테반(Pedro Manuel de Arandia Santisteban)                         | 1754년 7월 26일  | 1759년           |
| 45   |      | 미구엘 리노 데 에스펠레타(Miguel Lino de Ezpeleta)                                                | 1759년 6월       | 1761년 5월 31일  |

## 같이 보기
- 필리핀의 대통령
- 필리핀의 대통령 목록
- 스페인 제국
- 필리핀의 역사